# Wendell Phillips (Archäologe)
Wendell Phillips (* 25. September 1925; † 4. Dezember 1975 in Arlington, Virginia) war ein US-amerikanischer Vorderasiatischer Archäologe und Erdölunternehmer.
Wendell Phillips Begeisterung für Entdeckungsreisen wurde als Jugendlicher durch Bücher von Richard Evelyn Byrd und Roy Chapman Andrews geweckt. Als 19-Jähriger hielt er während der Weltausstellung in San Francisco 1940 Vorträge auf Treasure Island. Sein Studium der Paläontologie an der University of California schloss er 1943 mit einem Bachelor of Arts ab. Während des Zweiten Weltkriegs diente er in der Handelsmarine. 1948 leitete er eine erste Forschungsmission, finanziert von der University of California, die in Südafrika Kiefer und Zähne von Paranthropus robustus („Affenmensch von Swartkrans“) fand.
Phillips gründete am 13. Mai 1949 die American Foundation for the Study of Man und gewann die Unterstützung des PanAm-Vorstands Samuel F. Pryor. Bekannt wurde er vor allem durch seine vier Expeditionen und Ausgrabungen zwischen 1950 und 1952 in Jemen und in Oman. Insbesondere leitete er 1951–52 die Ausgrabung von Ma'rib, der einstigen Hauptstadt des Königreichs von Saba, und des Awwam-Tempels. Über seine Entdeckungen schrieb er das 1955 veröffentlichte Buch Qataban and Sheba. Exploring the Ancient Kingdoms on the Biblical Spice Routes of Arabia.
Nach Unstimmigkeiten mit den jemenitischen Behörden floh er 1952 in die omanische Provinz Dhofar. Dort lernte er den Sultan Said ibn Taimur von Maskat und Oman kennen, der Phillips eine Ölförderkonzession einräumte, die dieser Anfang 1953 für eine 2,5-prozentige Gewinnbeteiligung an die neugegründete Dhofar-Cities Service Petroleum Corp. abtrat. Ähnlich ging er zwei Jahre später in Libyen vor: Er überzeugte König Idris, ihm eine Explorationserlaubnis einzuräumen, und gab diese gegen eine Gewinnbeteiligung von 3 Prozent an die Libyan American Oil Company weiter. Am Ende seines Lebens verfügte Phillips über ein Vermögen von 130 Millionen US-Dollar und besaß etwa 40 produzierende Ölquellen sowie Ölrechte für 100.000 Quadratmeilen im Meer. Er starb mit 54 Jahren an einem Herzinfarkt.

## Schriften
- Qataban and Sheba. Exploring ancient kingdoms on the Biblical spice routes of Arabia. Victor Gollancz, London 1955.
  - deutsch: Kataba und Saba. Entdeckung der verschollenen Königreiche an den biblischen Gewürzstraßen Arabiens. S. Fischer Verlag, Berlin u. a. 1955.